# Eucocconotideus guianensis
Eucocconotideus guianensis är en insektsart som beskrevs av Max Beier 1960. Eucocconotideus guianensis ingår i släktet Eucocconotideus och familjen vårtbitare. Inga underarter finns listade i Catalogue of Life.